# Vợ quan
Vợ quan (tên cũ: Lưới tình) là một bộ phim truyền hình được thực hiện bởi Mega GS do Nhâm Minh Hiền làm đạo diễn. Phim được chuyển thể từ tiểu thuyết cùng tên của tác giả Ðường Ðạt Thiên (Trung Quốc). Phim phát sóng vào lúc 19h45 hàng ngày bắt đầu từ ngày 12 tháng 6 năm 2022 và kết thúc vào ngày 28 tháng 7 năm 2022 trên kênh SCTV14.

## Nội dung
Vợ quan xoay quanh cặp vợ chồng Thiếu Phong (Trương Minh Quốc Thái) – Phó Giám đốc Sở Xây dựng thành phố Nam Đông và Thùy Như (Thân Thúy Hà) – một bác sĩ giỏi chuyên môn, lại khéo ứng xử, giao tiếp, giúp chồng chu toàn các mối quan hệ xã hội.

## Diễn viên
- Trương Minh Quốc Thái trong vai Thiếu Phong[9][10]
- Thân Thúy Hà trong vai Bác sĩ Thùy Như[11][12]
- Chu Anh trong vai Thiên Thư[13]
- Khánh Huyền trong vai Bà Lan
- Hữu Châu trong vai Ông Mạnh
- Thanh Hiền trong vai Thùy Dương
- Huy Cường trong vai A Phón
- Quốc Thảo trong vai Ông Minh
- Hạnh Thúy trong vai Bà Thùy
- Ma Ran Đô trong vai Thanh Phú
- Yeye Nhật Hạ trong vai Huỳnh Nhi
- Quang Thảo trong vai Đình Hàm
- Trọng Nhân trong vai Duy Khương
- Đoàn Minh Tài trong vai Tài Euro
- Nguyễn Quốc Trường Thịnh trong vai Thái Công Tử
- Mạnh Dung trong vai Ông Bảy Thân
- Thanh Dậu trong vai Bà Bảy Thân
- Nguyễn Công Nương trong vai Mèo Con
- Phúc An trong vai Bà Tràng
- Vũ Hương Thơm trong vai Bà Hoài
- Bảo Trí trong vai Ông Xuân
- Hoàng Thanh trong vai Bác sĩ Việt
- Huỳnh Trang Nhi trong vai Bà Kiều
- Hà Phương Thương trong vai Bà Tuyết
- Lê Văn Dũng trong vai Ông Quyền
- Xuân Hiệp trong vai Ông Cương
- Quốc Tân trong vai Ông Cường
- Sao Mai trong vai Huệ
- Dương Mỹ Dung trong vai Ngọc
- Lâm Minh Cường trong vai Năm Lý
- Minh Hoàng trong vai Ông Quang
- Phi Điểu trong vai Bà Chín
- Nguyễn Quỳnh trong vai Y tá Nương

Cụg một số diễn viên khác....

## Ca khúc trong phim
Bài hát trong phim là ca khúc "Yêu hay dừng lại" do Minh Đăng sáng tác và Mandy Thanh Trúc thể hiện.

## Giải thưởng
| Năm  | Giải thưởng                                | Hạng mục                                | (Người) đề cử         | Kết quả   | Tham khảo     |
| ---- | ------------------------------------------ | --------------------------------------- | --------------------- | --------- | ------------- |
| 2022 | Ngôi Sao Xanh                              | Phim truyền hình xuất sắc nhất          | —                     | Đề cử     | [ 14 ]        |
| 2022 | Ngôi Sao Xanh                              | Đạo diễn xuất sắc nhất                  | Nhâm Minh Hiền        | Đề cử     | [ 14 ]        |
| 2022 | Ngôi Sao Xanh                              | Nữ diễn viên truyền hình xuất sắc nhất  | Thân Thúy Hà          | Đề cử     | [ 14 ]        |
| 2022 | Ngôi Sao Xanh                              | Nam diễn viên truyền hình xuất sắc nhất | Trương Minh Quốc Thái | Đoạt giải | [ 15 ]        |
| 2023 | Hội Điện ảnh Thành phố Hồ Chí Minh         | Nam diễn viên truyền hình xuất sắc      | Trương Minh Quốc Thái | Đoạt giải | [ 16 ] [ 17 ] |
| 2023 | Hội Điện ảnh Thành phố Hồ Chí Minh         | Phim truyện truyền hình xuất sắc        | —                     | Giải B    | [ 16 ] [ 17 ] |
| 2023 | Liên hoan truyền hình Toàn quốc lần thứ 41 | Phim truyền hình                        | —                     | Bằng khen | [ 18 ]        |